# Saojang
Saojang (egyszerűsített kínai írással: 邵阳, pinjin: Shàoyáng) prefektúra szintű város Kínában, Hunan tartományban. Lakosainak száma 6 563 520 fő (2020).

## Népesség
| 2018 | 7 370 500 |
| 2020 | 6 563 520 |